# 堀場幸子
堀場 幸子（ほりば さちこ、1979年3月24日 - ）は、日本の政治家。元衆議院議員（1期）。前京都維新の会代表。

## 来歴
北海道札幌市に生まれ、父が会社を経営していた京都府京都市南区で育つ。京都聖母学院小学校、京都聖母学院中学校・高等学校、フェリス女学院大学国際交流学部卒業。フェリス女学院大学大学院国際交流研究科博士前期課程修了。修士課程の途中で韓国に留学した経験も持つ。修士課程修了後、伊藤忠商事子会社のIFAに勤務するが、流産を機に退職。東京都の小中学校の特別支援教室専門員を経て、アンガーマネジメントの講師を務める。
2021年6月3日、記者会見を行い、次期衆院選に京都1区から日本維新の会公認で立候補すると表明。同年10月の第49回衆議院議員総選挙では、小選挙区で自由民主党の勝目康に敗れたが、重複立候補していた比例近畿ブロックで復活し、初当選した。
2024年10月の第50回衆議院議員総選挙では、小選挙区で敗れ、重複立候補していた比例近畿ブロックでの復活もならず落選した。
2025年4月に日本維新の会を離党した。

## 政策・主張

### 憲法
- 憲法改正について、2021年のアンケートで「賛成」と回答[11]。

- 憲法9条への自衛隊の明記について、2021年のアンケートで「どちらかといえば賛成」と回答[12]。

- 改正すべき項目として「教育の充実に向けた環境整備を行う旨を明記する」「憲法裁判所を設置する」と主張[13]。

- 憲法を改正し緊急事態条項を設けることについて、2021年の毎日新聞社のアンケートで選択肢以外の回答をした[14]。

### 外交・安全保障
- 敵基地攻撃能力の保有について、2021年の毎日新聞社のアンケートで選択肢以外の回答をした[14]。

- 普天間基地の辺野古移設をめぐる政府と沖縄県の対立をどう考えるかとの問いに対し、2021年の毎日新聞社のアンケートで「政府が埋め立てを進めるのはやむを得ない」と回答[14]。

- 徴用工訴訟などの歴史問題をめぐる日韓の関係悪化についてどう考えるかとの問いに対し、2021年の毎日新聞社のアンケートで「より強い態度で臨む」と回答[14]。

- 「他国からの攻撃が予想される場合には敵基地攻撃もためらうべきではない」との問題提起に対し、2021年の朝日新聞社のアンケートで「どちらかといえば賛成」と回答[11]。

### ジェンダー
- 選択的夫婦別姓制度の導入について、2021年のアンケートで「どちらかといえば賛成」と回答[11]。

- 同性婚を可能とする法改正について、2021年のアンケートで「賛成」と回答[12]。

- 「LGBTなど性的少数者をめぐる理解増進法案を早期に成立させるべきか」との問題提起に対し、2021年のアンケートで「賛成」と回答[11]。

- クオータ制の導入について、2021年のNHKのアンケートで回答しなかった[12]。同年の毎日新聞社のアンケートで「反対」と回答[14]。

### その他
- 「原子力発電への依存度について今後どうするべきか」との問題提起に対し、2021年のアンケートで「下げるべき」と回答[12]。

- 10％の消費税率について、2021年の毎日新聞社のアンケートで「引き下げるべき」と回答[14]。

- 森友学園への国有地売却をめぐる公文書改竄問題で、2021年5月6日、国は「赤木ファイル」の存在を初めて認めた[15]。しかし5月13日、菅義偉首相はファイルの存在を踏まえた再調査を行わない考えを報道各社に書面で示した[16]。9月の自民党総裁選挙で総裁に選出された岸田文雄も10月11日、衆議院本会議の代表質問で再調査の実施を否定した[17]。国の対応をどう考えるかとの同年の毎日新聞社のアンケートに対し、選択肢以外の回答をしなかった[14]。

## 人物
- 2018年頃にシングルマザーとなり、2人の娘を育てる。政界を志した動機として、新型コロナウイルスの感染拡大でシングルマザーとして大きな影響を受けたことを挙げている[18]。また、2度の流産を経験したこともある[19]。
- 姉の堀場明子は笹川平和財団の主任研究員を務める[18]。

## 選挙歴
| 当落 | 選挙                   | 執行日         | 年齢 | 選挙区      | 政党         | 得票数    | 得票率 | 定数 | 得票順位 /候補者数 | 政党内比例順位 /政党当選者数 |
| ---- | ---------------------- | -------------- | ---- | ----------- | ------------ | --------- | ------ | ---- | ------------------ | ---------------------------- |
| 比当 | 第49回衆議院議員総選挙 | 2021年10月31日 | 42   | 京都府第1区 | 日本維新の会 | 6万2007票 | 29.05% | 1    | 3/3                | 5/10                         |
| 落   | 第50回衆議院議員総選挙 | 2024年10月27日 | 45   | 京都府第1区 | 日本維新の会 | 3万7876票 | 19.14% | 1    | 2/7                | 11/7                         |